# Inno nazionale dell'Inghilterra

Stemma araldico dell'Inghilterra

L'inno britannico God Save the King non è mai stato adottato de iure ma è pacificamente riconosciuto anche dalle istituzioni del Regno Unito come inno nazionale. A differenza di altre nazioni costitutive del Regno, l'Inghilterra non possiede un proprio inno nazionale de facto distinto dall'inno britannico, e impiega generalmente quest'ultimo.
Ciò è dovuto alla secolare identificazione tra l'Inghilterra e il Regno Unito nella sua interezza, che, se non ha precluso il mantenimento di alcuni simboli nazionali propriamente inglesi (ad esempio la bandiera o lo stemma, confluiti rispettivamente nella Union Jack e nello stemma reale britannico), ha però impedito l'affermazione di altri (ad esempio il costume tradizionale).
L'inno nazionale dell'Inghilterra, perciò, viene alternativamente identificato - anche dagli stessi inglesi - in God Save the King o ritenuto inesistente. Poiché le nazioni del Regno Unito si trovano distinte e contrapposte in contesti che, come lo sport, richiedono l'esecuzione di un inno nazionale, è periodicamente avvertita l'esigenza di un inno nazionale inglese diverso dall'inno britannico. Ciò ha condotto nel 2016 anche a una discussione parlamentare sulla proposta di adozione di un inno autonomo.
Alcuni brani comunemente considerati rappresentativi dell'Inghilterra sono stati impiegati, senza che nessuno si sia mai affermato sugli altri, negli eventi sportivi: è il caso di Land of Hope and Glory, usata dall'Inghilterra ai Giochi del Commonwealth fino all'edizione 2006 e di Jerusalem, adottata per la stessa competizione nel 2010.